# Wielka Wieś (powiat tarnowski)
Wielka Wieś – wieś w Polsce, położona w województwie małopolskim, w powiecie tarnowskim, w gminie Wojnicz.
W latach 1975–1998 miejscowość należała administracyjnie do województwa tarnowskiego.
W 2008 roku Wielka Wieś liczyła 1311 mieszkańców i miała powierzchnię 871,85 ha.

## Integralne części wsi
| SIMC    | Nazwa      | Rodzaj    |
| ------- | ---------- | --------- |
| 0836193 | Bugaj      | część wsi |
| 0836201 | Folwark    | część wsi |
| 0836218 | Kolonia    | część wsi |
| 0836224 | Podgórze   | część wsi |
| 0836230 | Zaprzerwie | część wsi |

## Historia
Wielka Wieś, notowana w źródłach od 1420 roku, w końcu XIV i na początku XV wieku była własnością Deresława Białonia z Więckowic, Piotra z Brnia Trzewlińskiego i Andrzeja Trzewlińskiego; pieczętowali się oni herbem Rawicz. W XV wieku miejscowość wraz z zamkiem Trzewlin, wzniesionym w XIV wieku, przeszła w ręce Wielowieyskich herbu Półkozic, a w XVIII wieku stała się własnością Stadnickich herbu Szreniawa. Pozostawała w rękach Stadnickich do 1945 roku, gdy obszar dworski uległ parcelacji w ramach reformy rolnej.
Na szczycie Panieńskiej Góry, na lewym brzegu Dunajca, 120 metrów nad dnem doliny rzeki, znajdują się pozostałości średniowiecznego zamku rycerskiego Trzewlin. Jego budowę rozpoczęto w XIV wieku; zapewne miał on być centrum włości i siedzibą rodu Białoniów herbu Rawicz, którzy pisali się „z Trzewlina” lub posługiwali się nazwiskiem Trzewliński. Najstarsza wzmianka o Trzewlinie pochodzi z końca XIV wieku; wymieniony jest wówczas Mszczuj z Trzewlina. W XV wieku zamek Trzewlin przeszedł w ręce Wielowieyskich herbu Półkozic; w XVII wieku popadł w ruinę i został rozebrany przez mieszczan z Wojnicza. Obecnie zachowały się jedynie ślady suchej fosy oraz niewielkie fragmenty murów.

## Zabytki
Obiekty wpisane do rejestru zabytków nieruchomych województwa małopolskiego.
- Zespół dworski: dwór, park, oficyna.
Dwór rodu Stadnickich z XVIII wieku, w którym mieści się dziś plebania. Obok dworu znajduje się figura św. Jana Nepomucena z XVIII wieku z herbem Szreniawa na postumencie.
- Pozostałości zamku na Panieńskiej Górze.

## Galeria zdjęć

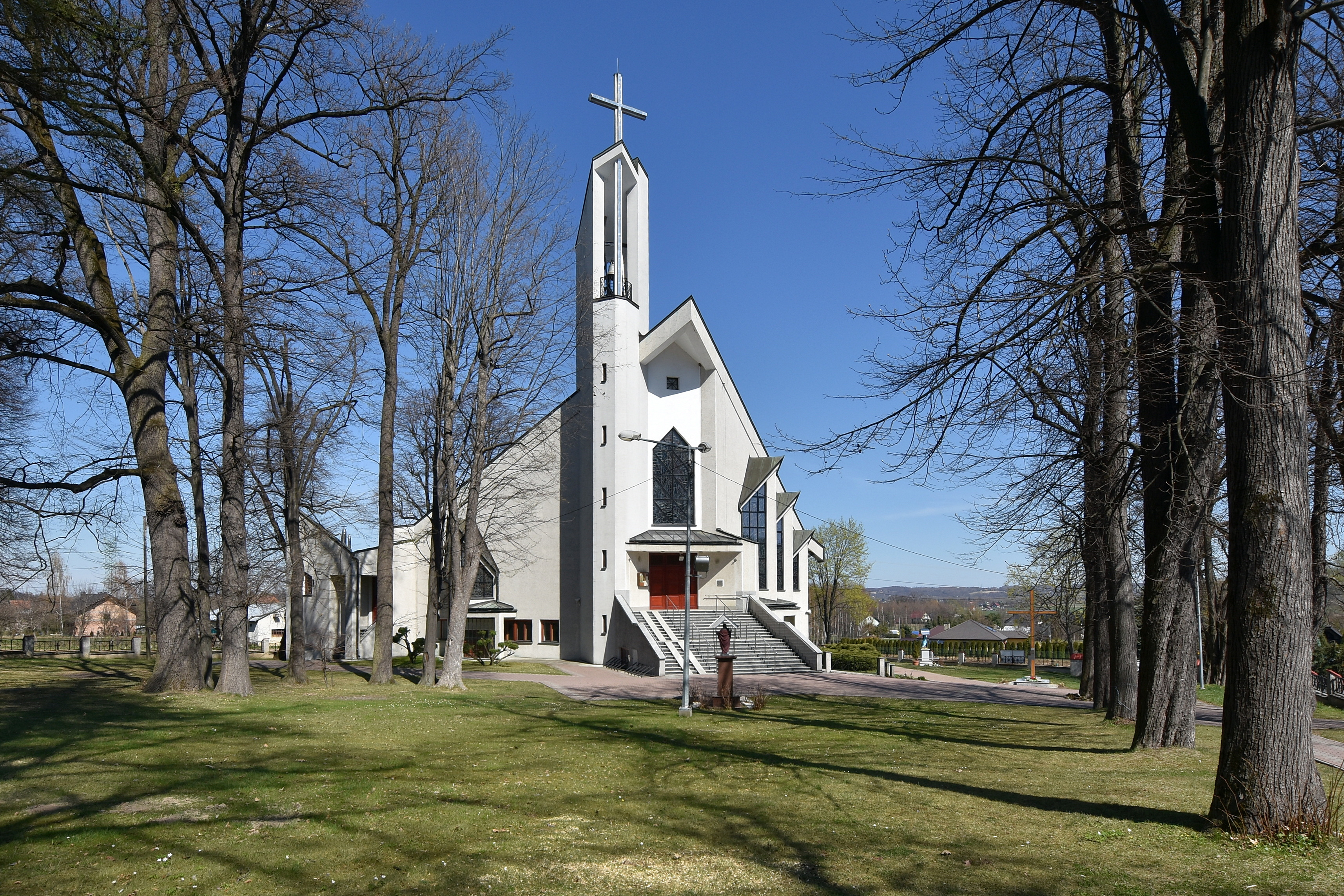
Kościół Podwyższenia Krzyża Świętego
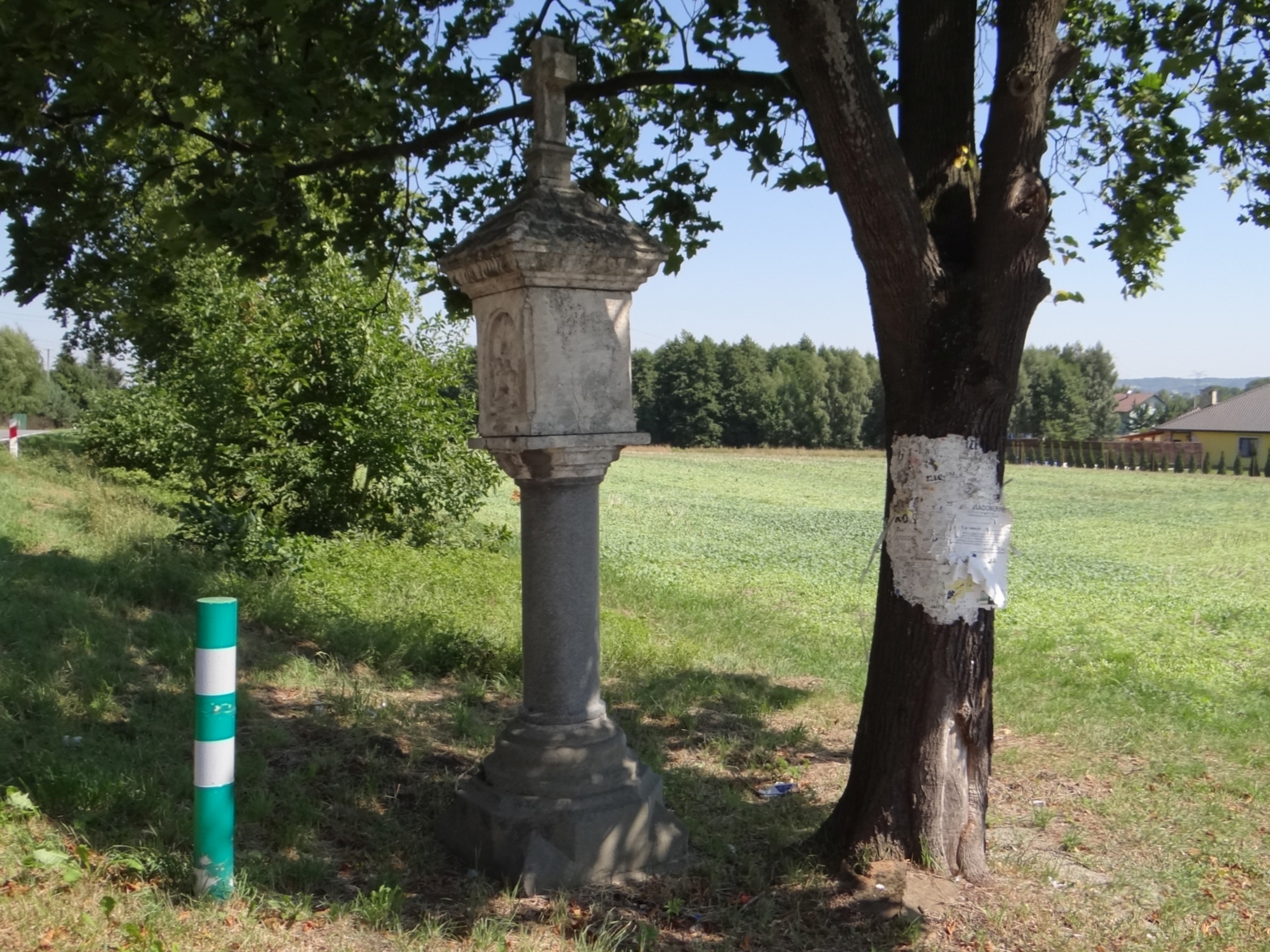
Kapliczka przydrożna
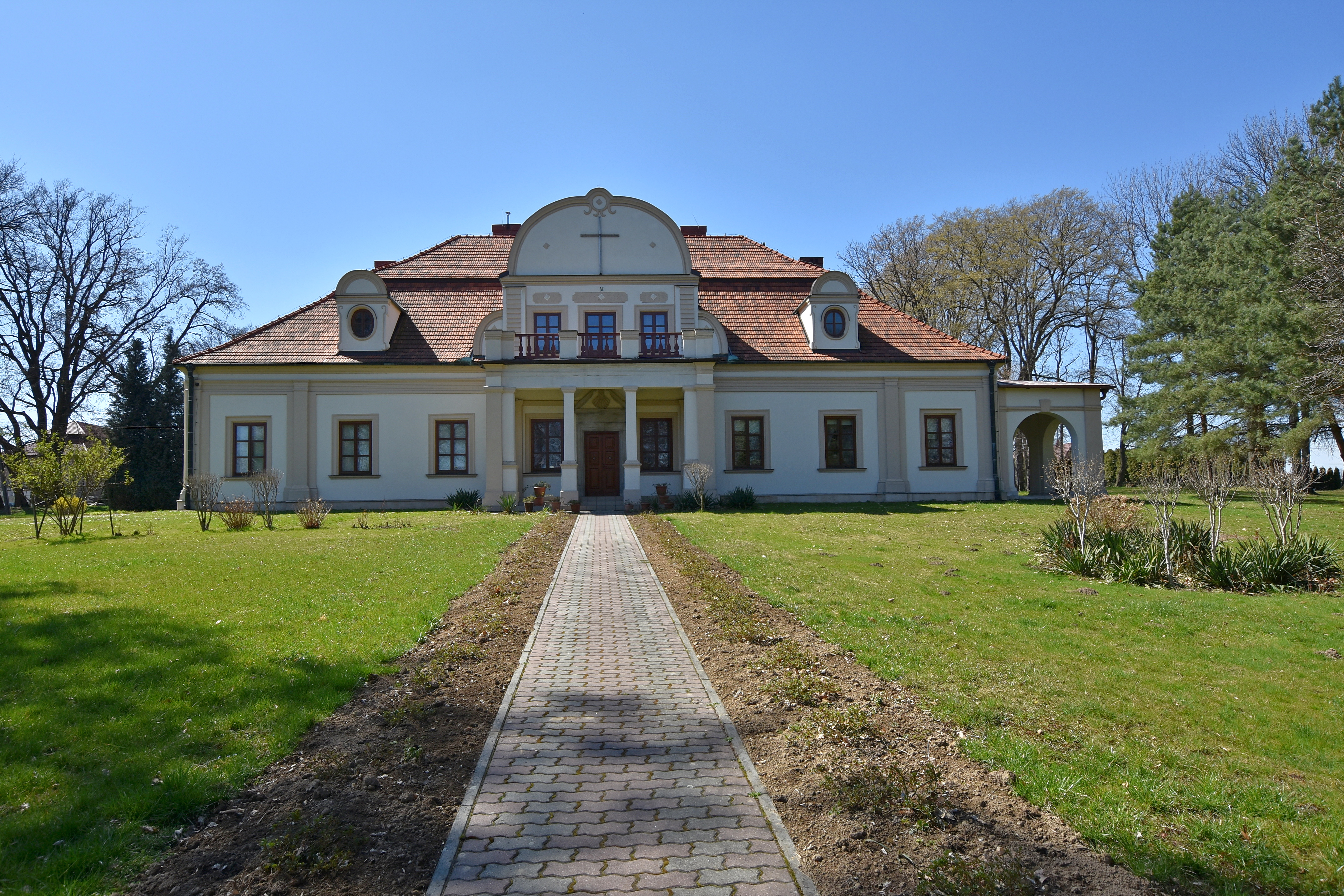
Zabytkowy dwór

## Przyroda
Na Górze Panieńskiej znajduje się florystyczny rezerwat przyrody o obszarze 109 hektarów, chroniący występującą tutaj rzadką roślinność, głównie kilka rzadkich gatunków storczyków.

## Turystyka
Do ruin zamku Trzewlin i do rezerwatu przyrody prowadzi niebieski  szlak turystyczny rozpoczynający się na rynku w Wojniczu, dostępny także u stóp wzniesienia.

## Infrastruktura
- Ochotnicza straż pożarna włączona do Krajowego systemu ratowniczo-gaśniczego.

## Religia
W miejscowości znajduje się kościół parafialny zbudowany w latach 1985–1993, należący do parafii pw. Podwyższenia Krzyża Świętego, erygowanej w 1982 roku przez biskupa Jerzego Ablewicza. Parafia należy do dekanatu Wojnicz w diecezji tarnowskiej.
 Na szczycie Panieńskiej Góry stoi monumentalny Krzyż Jubileuszowy, wzniesiony w 2000 roku, do którego odbywają się procesje.

## Sport
- Klub piłkarski Zryw Wielka Wieś.